# 昔阳卧佛寺
昔阳卧佛寺，位于山西省晋中市昔阳县城东40公里的孔氏乡孔氏村西3公里，是中华人民共和国山西省文物保护单位之一。
1996年1月12日，授予山西省文物保护单位，是一座古建筑及历史纪念建筑物。